# Dixon Ward
Dixon McRae Ward, född 23 september 1968, är en kanadensisk före detta professionell ishockeyforward som tillbringade tio säsonger i den nordamerikanska ishockeyligan National Hockey League (NHL), där han spelade för Vancouver Canucks, Los Angeles Kings, Toronto Maple Leafs, Buffalo Sabres och New York Rangers. Han producerade 224 poäng (95 mål och 129 assists) samt drog på sig 431 utvisningsminuter på 537 grundspelsmatcher.
Ward spelade också för SC Langnau och SC Rapperswil-Jona i Nationalliga A (NLA); St. John's Maple Leafs, Rochester Americans och Hartford Wolf Pack i American Hockey League (AHL); Detroit Vipers i International Hockey League (IHL) samt North Dakota Fighting Sioux i National Collegiate Athletic Association (NCAA).
Han draftades av Vancouver Canucks i sjunde rundan i 1988 års draft som 128:e spelare totalt.
Ward är far till Taylor Ward.

## Statistik
| 1986–1987   | Red Deer Rustlers           | AJHL        | 59  | 46  | 40  | 86  | 153 | 20 | 11 | 11 | 22 | 16 |
| 1987–1988   | Red Deer Rustlers           | AJHL        | 51  | 60  | 71  | 131 | 167 | —  | —  | —  | —  | —  |
| 1988–1989   | North Dakota Fighting Sioux | NCAA        | 37  | 8   | 9   | 17  | 26  | —  | —  | —  | —  | —  |
| 1989–1990   | North Dakota Fighting Sioux | NCAA        | 45  | 35  | 34  | 69  | 44  | —  | —  | —  | —  | —  |
| 1990–1991   | North Dakota Fighting Sioux | NCAA        | 43  | 34  | 35  | 69  | 84  | —  | —  | —  | —  | —  |
| 1991–1992   | North Dakota Fighting Sioux | NCAA        | 38  | 33  | 31  | 64  | 90  | —  | —  | —  | —  | —  |
| 1992–1993   | Vancouver Canucks           | NHL         | 70  | 22  | 30  | 52  | 82  | 9  | 2  | 3  | 5  | 0  |
| 1993–1994   | Vancouver Canucks           | NHL         | 33  | 6   | 1   | 7   | 37  | —  | —  | —  | —  | —  |
|             | Los Angeles Kings           | AHL         | 34  | 6   | 2   | 8   | 45  | —  | —  | —  | —  | —  |
| 1994–1995   | Toronto Maple Leafs         | NHL         | 22  | 0   | 3   | 3   | 31  | —  | —  | —  | —  | —  |
|             | St. John's Maple Leafs      | AHL         | 6   | 3   | 3   | 6   | 19  | —  | —  | —  | —  | —  |
|             | Detroit Vipers              | IHL         | 7   | 3   | 6   | 9   | 7   | 5  | 3  | 0  | 3  | 7  |
| 1995–1996   | Buffalo Sabres              | NHL         | 8   | 2   | 2   | 4   | 6   | —  | —  | —  | —  | —  |
|             | Rochester Americans         | AHL         | 71  | 38  | 56  | 94  | 74  | 19 | 11 | 24 | 35 | 8  |
| 1996–1997   | Buffalo Sabres              | NHL         | 79  | 13  | 32  | 45  | 36  | 12 | 2  | 3  | 5  | 6  |
| 1997–1998   | Buffalo Sabres              | NHL         | 71  | 10  | 13  | 23  | 42  | 15 | 3  | 8  | 11 | 6  |
| 1998–1999   | Buffalo Sabres              | NHL         | 78  | 20  | 24  | 44  | 44  | 21 | 7  | 5  | 12 | 32 |
| 1999–2000   | Buffalo Sabres              | NHL         | 71  | 11  | 9   | 20  | 41  | 5  | 0  | 1  | 1  | 2  |
| 2000–2001   | Boston Bruins               | NHL         | 63  | 5   | 13  | 18  | 65  | —  | —  | —  | —  | —  |
| 2001–2002   | SC Langnau                  | NLA         | 23  | 8   | 19  | 27  | 38  | 9  | 3  | 6  | 9  | 2  |
| 2002–2003   | New York Rangers            | NHL         | 8   | 0   | 0   | 0   | 2   | —  | —  | —  | —  | —  |
|             | Hartford Wolf Pack          | AHL         | 67  | 23  | 41  | 64  | 108 | —  | —  | —  | —  | —  |
| 2003–2004   | SC Rapperswil-Jona          | NLA         | 35  | 22  | 11  | 33  | 44  | 5  | 2  | 5  | 7  | 0  |
| NHL totalt  | NHL totalt                  | NHL totalt  | 537 | 95  | 129 | 224 | 431 | 62 | 14 | 20 | 34 | 46 |
| NLA totalt  | NLA totalt                  | NLA totalt  | 58  | 30  | 30  | 60  | 82  | 14 | 5  | 11 | 16 | 2  |
| AHL totalt  | AHL totalt                  | AHL totalt  | 144 | 64  | 100 | 164 | 201 | 19 | 11 | 24 | 35 | 8  |
| NCAA totalt | NCAA totalt                 | NCAA totalt | 163 | 110 | 109 | 219 | 244 | —  | —  | —  | —  | —  |